# Ibrahima Sory Camara
Pour les articles homonymes, voir Camara.
Cet article possède un paronyme, voir Ibrahima Camara.
Ibrahima Sory Camara est un footballeur international guinéen, né le 1er janvier 1985 à Freetown en Sierra-Léone. Il évolue au poste d’arrière gauche.

## Biographie
Réfugié en Italie à la suite de la guerre civile, il entame sa carrière de footballeur à Parme, son club formateur.
Avec Parme, il dispute son premier match en Coupe UEFA en 2004. Ses bonnes prestations en Série A lui ouvrent la porte de la sélection Guinéenne. Son premier match avec la sélection se solde par une importante victoire 1 à 0 contre le Kenya. Mais relégué au banc de touche en club, il souhaite se relancer ailleurs.
À la mi saison 2006-2007, il accepte ainsi l'offre de prêt du Mans. À la fin de la saison, Le Mans lève l'option d'achat sur le défenseur de la formation transalpine. 
C'est lors de la saison 2007-2008 que Camara se révèle pleinement avec 25 matchs joués. Face à une grande vague de départs au sein de son club, le président Legarda fait prolonger son contrat au Guinéen, et ce dernier se trouve alors lié au Mans UC jusqu'en 2011.
En sélection, il est désormais considéré comme l'un des piliers de l'équipe de Guinée, à l'image de Pascal Feindouno ou de l'ancien manceau Ismael Bangoura. Il marque son seul but en sélection le 9 septembre 2007, lors d'un match comptant pour la qualification de la Guinée à la CAN 2008.
Il enchaîne les saisons en tant que titulaire au Mans jusqu'à l'arrivée de l'entraîneur Paulo Duarte durant l'été 2009. Il est alors écarté du onze de départ et ne joue pas pendant 15 matchs. Après le limogeage de Paulo Duarte, il réintègre le groupe. Il est notamment titulaire pour la réception de Grenoble en décembre.
Mais de nouveau relégué sur le banc de touche manceau, il est prêté, le 1er février 2010, au FC Nantes, alors 10e de Ligue 2. 
En août 2010, il signe un contrat d'un an en faveur du club belge de l'AS Eupen.
Le 25 juillet 2011, libre de tout contrat, il est mis à l'essai par le FC Metz pour plusieurs jours.

## Carrière
| Année           | Club       | Pays   |
| --------------- | ---------- | ------ |
| 2003-2004       | Parme FC   | Italie |
| 2004-2005       | Parme FC   | Italie |
| 2005-2006       | Parme FC   | Italie |
| 2006-2007       | Le Mans UC | France |
| 2007-2008       | Le Mans UC | France |
| 2008-2009       | Le Mans UC | France |
| 2009-2010 (jan) | Le Mans UC | France |
| (jan) 2010-2010 | FC Nantes  | France |

## Palmarès
Il compte 28 sélections (1 but) avec la sélection guinéenne.